# 桂陵之战
桂陵之战，是战国时期齐国攻击魏国以援救赵国（即围魏救赵）的战役。周显王十五年（公元前354年），魏围攻赵都邯郸城，次年赵向齐求救。齐王命田忌、孙膑率军援救。孙膑认为魏以精锐攻赵，国内空虚，遂引兵攻魏都大梁（今河南开封）。果然诱使魏将庞涓赶回应战。孙膑又在桂陵（今河南长垣，一說今山東菏泽市）伏袭，大败魏军，并生擒庞涓。而後魏國與韓國結盟，合攻另一支齊軍，是為襄陵之戰，最後在楚國與秦國的介入之下，魏、齊簽署和約，孙膑釋放庞涓。

## 諸國抗魏
魏國在戰國初期因魏文侯的改革而變得強大起來，因而引起了其他諸侯的戒備。公元前356年，趙成侯在平陸（今山東汶上）和齊威王、宋桓侯相會以示好，並與燕文公在阿（今河南南陽北50里）會盟。由此，魏國開始有被諸國聯合進攻的可能，因此魏國欲找機會突破，以解除這個危機。

## 魏趙交戰
公元前354年，趙國進攻衞國，奪取漆及富丘兩地。這使魏國更感到威脅，因為衞國是魏國保護國，魏國無法坐視不理，於是立即聯合宋國出兵助衛反攻，魏衞宋三國聯軍直逼趙國首都邯鄲，趙國被逼閉門防守，並派人向齊國求救。聯軍於是包圍邯鄲，希望一舉殲滅趙國，以解除被諸國包圍之局。但是在同一時間，秦國乘魏軍主力不在，偷襲河西少梁之地並取之，魏國在這場戰爭裡被圍攻的危險反而變得更大。

## 齊國出兵
齊威王得知趙國被圍，本欲立即出兵，但將軍段干朋主張延遲出兵，以「承魏之弊」為戰略方針。即是先以少量的兵力向南攻擊襄陵，以制造假像，可以表示助趙，又可以牽制和疲憊魏國。再待魏軍攻陷邯鄲，魏、趙雙方均已無力再戰之時，再給予正面的攻擊。齊威王接受了這個提議，在趙魏兩軍相持一年多，邯鄲城快要失陷之時，方才委任田忌為主帥，孫臏為軍師，率領齊軍主力馳援趙國。

## 圍魏救趙

### 孫臏謀劃
初時田忌計劃奔赴邯鄲，與魏軍主力決戰，解決邯鄲之圍。但孫臏認為這不利於齊國，於是提出了更為創新和可行的方法，即「批亢搗虛」與「疾走大梁」。「批亢搗虛」即是避實擊虛，攻其必救，使敵人出現後顧之憂，前線之圍便會自動解開。「疾走大梁」即是以迅雷不及掩耳之勢向魏國重城大梁進逼，以切斷魏國的運輸要道，並攻其所不備。這樣一來，魏軍定必回師自救，齊軍則可乘其疲憊於路，一舉擊敗魏軍，而趙國之圍則自動解除。

### 龐涓中計
孫臏這一招「批亢搗虛」使得田忌甚為拜服，立即採用。於是齊軍主力立即向大梁挺進。在此危急存亡之際，雖然邯鄲城已攻破，魏軍還是不得只以少數兵力留守邯鄲，並由主帥龐涓親率主力回馳大梁。但同時間，齊軍已於桂陵（今山東菏澤東北一帶）設伏，準備截擊魏軍。魏軍由於長期在外作戰，已疲態畢露，再加以長途跋涉之急速行軍，士兵皆戰意大降。於是齊魏一交戰，魏軍便被大敗，魏軍主帥龐涓被擒。趙國之圍解除，邯鄲亦失而復得。「批亢搗虛」這招由於在桂陵之戰裡被充份運用，因此後世以「圍魏救趙」來稱呼這道策略。

## 風雲未定
然而，公元前352年魏國卻扭轉局勢，與韓國結盟，合攻仍在包圍襄陵城的齊軍，齊軍在此戰大敗，齊威王於是收兵，並請楚國調停。而秦軍則乘魏齊對戰之際偷襲魏國，魏國因為秦國偷襲，只得與齊簽署和約。結果，公元前351年，魏國把邯鄲歸還趙國，齊魏戰爭暫時結束，但過了不久，在公元前342年，更為著名的馬陵之戰爆發，齊國在該戰決定性的戰勝魏國，那時齊國才真正取代魏國的霸主地位。

## 评价
毛泽东读冯梦龙《智囊》卷二十二《兵智部·制胜·孙膑》的批语说：“攻魏救赵，因败魏军，千古高手。”

## 參看條目
- 馬陵之戰
- 世界戰爭列表